# Sportwagen-Weltmeisterschaft 1976

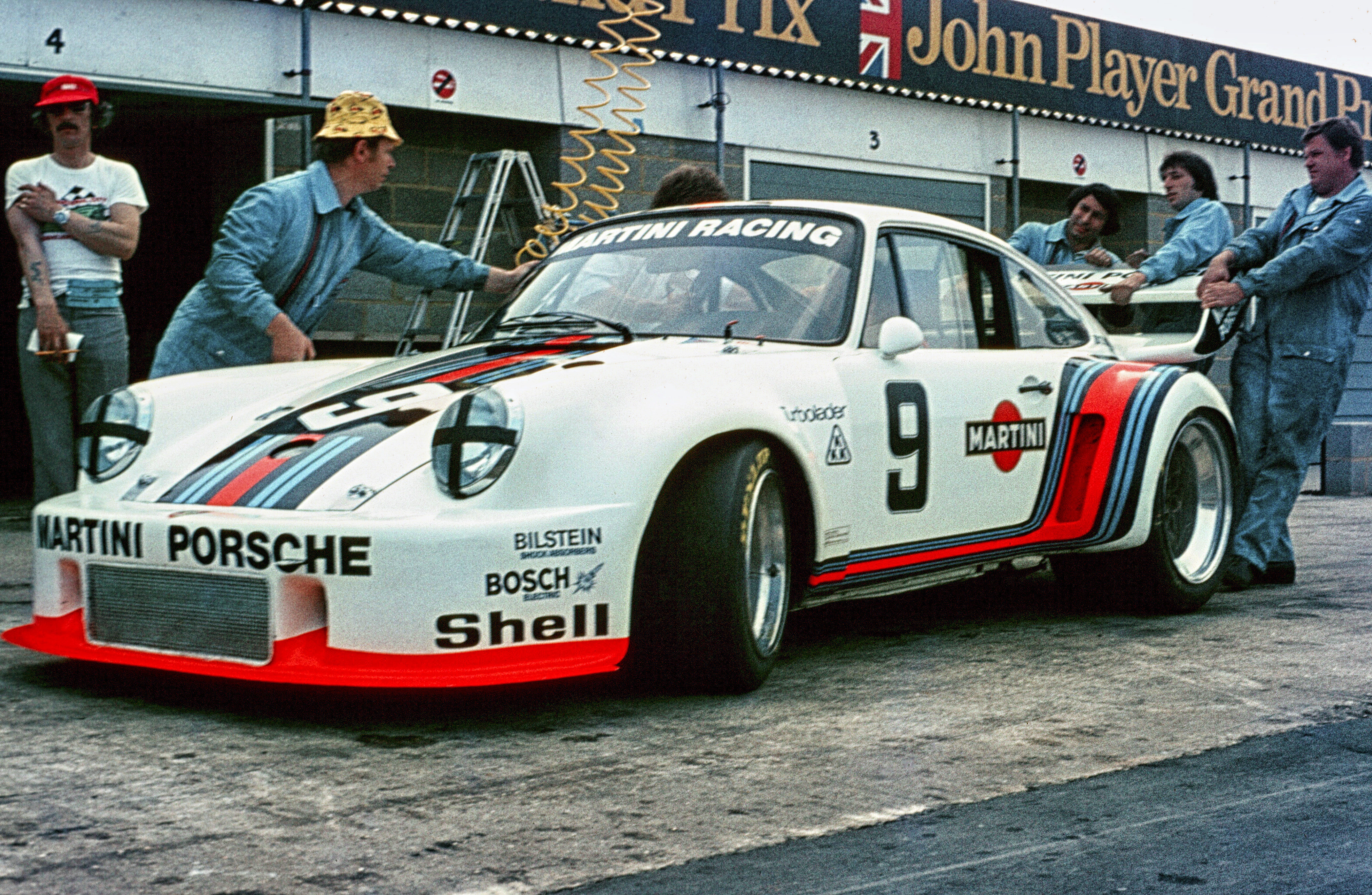
Der Porsche 935 war neben dem BMW 3.5 CSL das dominierende Rennfahrzeug der Marken-Weltmeisterschaft. Hier beim 6-Stunden-Rennen von Silverstone

Die Sportwagen-Weltmeisterschaft 1976 war die 24. Saison dieser Meisterschaft. Sie begann am 21. März und endete am 19. September.

## Meisterschaft
Das sportliche Reglement der Weltmeisterschaft erfuhr vor der Saison 1976 eine Änderung. Neben der Marken-Weltmeisterschaft wurde wieder eine Sportwagen-Meisterschaft eingeführt, diesmal für Wagen der Gruppe 6. Insgesamt wurden 14 Wertungsläufe ausgeschrieben, die teilweise am selben Wochenende stattfanden. Die Saison wurde von deutschen Rennteams dominiert. Von den 14 Rennen gewannen deutsche Teams 13. Prägende Rennmannschaft der Saison war Porsche. Werkswagen wurden in beiden Serien eingesetzt, Porsche 935 in der Markenmeisterschaft und der neue Porsche 936 für die Gruppe 6. Erfolgreichster Fahrer war Jochen Mass, der acht Weltmeisterschaftsrennen gewann.
Beide Meisterschaften endeten mit einem deutlichen Gesamtsieg von Porsche.

## Rennkalender
| Nr. | Datum         | Rennname / Rennstrecke                                              | Team                 | Gesamtsieger                    | Fahrzeug    | Meisterschaft |
| --- | ------------- | ------------------------------------------------------------------- | -------------------- | ------------------------------- | ----------- | ------------- |
| 1   | 21. März      | 6-Stunden-Rennen von Mugello (Autodromo Internazionale del Mugello) | Martini Racing       | Jochen Mass Jacky Ickx          | Porsche 935 | Marken        |
| 2   | 4. April      | 6-Stunden-Rennen von Vallelunga (Autodromo Vallelunga)              | Martini Racing       | Jochen Mass Jacky Ickx          | Porsche 935 | Marken        |
| 3   | 4. April      | 300-km-Rennen auf dem Nürburgring (Nürburgring)                     | Joest Racing         | Reinhold Joest                  | Porsche 908 | Gruppe 6      |
| 4   | 25. April     | 4-Stunden-Rennen von Monza (Autodromo Nazionale Monza)              | Martini Racing       | Jochen Mass Jacky Ickx          | Porsche 936 | Gruppe 6      |
| 5   | 9. Mai        | 6-Stunden-Rennen von Silverstone (Silverstone Circuit)              | Hermetite BMW        | John Fitzpatrick Tom Walkinshaw | BMW 3.0 CSL | Marken        |
| 6   | 23. Mai       | 500-km-Rennen von Imola (Autodromo Enzo e Dino Ferrari)             | Martini Racing       | Jochen Mass Jacky Ickx          | Porsche 936 | Gruppe 6      |
| 7   | 30. Mai       | 1000-km-Rennen auf dem Nürburgring (Nürburgring)                    | Schnitzer Motorsport | Albrecht Krebs Dieter Quester   | BMW 3.5 CSL | Marken        |
| 8   | 27. Juni      | 1000-km-Rennen von Zeltweg (Österreichring)                         | Schnitzer Motorsport | Gunnar Nilsson Dieter Quester   | BMW 3.5 CSL | Marken        |
| 9   | 27. Juni      | 4-Stunden-Rennen von Pergusa (Autodromo di Pergusa)                 | Martini Racing       | Jochen Mass Rolf Stommelen      | Porsche 936 | Gruppe 6      |
| 10  | 10. Juli      | 6-Stunden-Rennen von Watkins Glen (Watkins Glen International)      | Martini Racing       | Manfred Schurti Rolf Stommelen  | Porsche 935 | Marken        |
| 11  | 22. August    | 200-Meilen-Rennen von Mosport (Canadian Tire Motorsport Park)       | Shadow Racing Cars   | Jackie Oliver                   | Shadow DN4  | Gruppe 6      |
| 12  | 4. September  | 6-Stunden-Rennen von Dijon (Circuit de Dijon-Prenois)               | Martini Racing       | Jochen Mass Jacky Ickx          | Porsche 935 | Marken        |
| 13  | 5. September  | 500-km-Rennen von Dijon (Circuit de Dijon-Prenois)                  | Martini Racing       | Jochen Mass Jacky Ickx          | Porsche 936 | Gruppe 6      |
| 14  | 19. September | 200-Meilen-Rennen auf dem Salzburgring (Salzburgring)               | Martini Racing       | Jochen Mass                     | Porsche 936 | Gruppe 6      |

## Meisterschaft der Konstrukteure

### Marken-Weltmeisterschaft
| Position | Konstrukteur | 1   | 2  | 3 | 4 | 5    | 6 | 7  | 8    | 9 | 10 | 11 | 12  | 13 | 14 | Gesamt |
| -------- | ------------ | --- | -- | - | - | ---- | - | -- | ---- | - | -- | -- | --- | -- | -- | ------ |
| 1        | Porsche      | 20  | 20 |   |   | (15) |   | 15 | (12) |   | 20 |    | 20  |    |    | 95     |
| 2        | BMW          | (3) | 15 |   |   | 20   |   | 20 | 20   |   | 10 |    | (6) |    |    | 85     |
| 3        | Ford         | 2   | 6  |   |   |      |   |    |      |   |    |    |     |    |    | 8      |
| 4        | De Tomaso    |     | 2  |   |   |      |   |    | 3    |   |    |    |     |    |    | 5      |
| 5=       | Lancia       |     | 3  |   |   |      |   |    |      |   |    |    |     |    |    | 3      |
| 5=       | MG           |     |    |   |   | 3    |   |    |      |   |    |    |     |    |    | 3      |

### Sportwagen-Weltmeisterschaft der Gruppe 6
| Position | Konstrukteur | 1 | 2 | 3  | 4  | 5 | 6  | 7 | 8 | 9  | 10 | 11 | 12 | 13   | 14   | Gesamt |
| -------- | ------------ | - | - | -- | -- | - | -- | - | - | -- | -- | -- | -- | ---- | ---- | ------ |
| 1        | Porsche      |   |   | 20 | 20 |   | 20 |   |   | 20 |    | 20 |    | (20) | (20) | 100    |
| 2=       | Alpine       |   |   |    | 15 |   |    |   |   | 2  |    | 15 |    | 15   |      | 47     |
| 2=       | Osella       |   |   |    | 10 |   | 10 |   |   | 15 |    |    |    |      | 12   | 47     |
| 4        | Lola         |   |   | 15 | 3  |   | 6  |   |   | 8  |    | 8  |    |      |      | 40     |
| 5        | March        |   |   | 10 | 1  |   | 3  |   |   | 12 |    | 4  |    |      |      | 30     |
| 6        | Chevron      |   |   |    |    |   | 1  |   |   | 4  |    | 10 |    | 4    | 4    | 23     |
| 7        | Alfa Romeo   |   |   |    |    |   | 15 |   |   |    |    |    |    |      |      | 15     |
| 8        | Mirage       |   |   |    |    |   |    |   |   |    |    | 12 |    |      |      | 12     |
| 9=       | KMW          |   |   | 4  | 4  |   |    |   |   |    |    |    |    |      |      | 8      |
| 9=       | McLaren      |   |   | 8  |    |   |    |   |   |    |    |    |    |      |      | 8      |
| 9=       | Sauber       |   |   |    |    |   |    |   |   |    |    |    |    |      | 8    | 8      |
| 12       | Abarth       |   |   |    |    |   |    |   |   |    |    |    |    |      | 6    | 6      |
| 13       | Cheetah      |   |   |    |    |   |    |   |   |    |    |    |    | 2    |      | 2      |

### FIA-Cup für 2-Liter-Sportwagen
| Position | Konstrukteur | 1 | 2 | 3  | 4  | 5 | 6  | 7 | 8 | 9  | 10 | 11 | 12 | 13 | 14 | Gesamt |
| -------- | ------------ | - | - | -- | -- | - | -- | - | - | -- | -- | -- | -- | -- | -- | ------ |
| 1        | Lola         |   |   | 20 | 10 |   | 12 |   |   |    |    | 15 |    | 20 |    | 77     |
| 2        | Osella       |   |   |    | 20 |   | 20 |   |   | 20 |    |    |    | 6  |    | 66     |
| 3        | Chevron      |   |   |    |    |   | 6  |   |   | 8  |    | 20 |    | 15 | 12 | 61     |
| 4        | March        |   |   | 15 | 8  |   | 8  |   |   | 15 |    |    |    |    |    | 46     |
| 5        | Sauber       |   |   |    |    |   |    |   |   |    |    |    |    |    | 20 | 20     |
| 6        | Abarth       |   |   |    |    |   |    |   |   |    |    |    |    |    | 15 | 15     |
| 7        | Ford         |   |   | 12 |    |   |    |   |   |    |    |    |    |    |    | 12     |